# 蔣士芳
蒋士芳，字畹生，浙江余杭县人，清朝文學家。蔣灼之曾孫。
拔贡生出身，善於文學，門下學生很多。順治四年，受知于督学李际期，以选贡授云和西安学博，為人謙虛。曾任浦江教谕。